# Mount Ulysses
Mount Ulysses är ett berg i Kanada.   Det ligger i provinsen British Columbia, i den centrala delen av landet, 3 500 km väster om huvudstaden Ottawa. Toppen på Mount Ulysses är 3 024 meter över havet.
Terrängen runt Mount Ulysses är huvudsakligen bergig. Mount Ulysses är den högsta punkten i trakten. Trakten runt Mount Ulysses är nära nog obefolkad, med mindre än två invånare per kvadratkilometer.. Det finns inga samhällen i närheten. 
Trakten runt Mount Ulysses består i huvudsak av gräsmarker.